# HMS Magpie (1943)
HMS Magpie (Корабль Его Величества «Мэгпа́й») — британский шлюп типа «Модифицированный “Блэк Суон”», принимавший участие во Второй мировой войне. Единственный корабль, которым командовал (1950—1952 годы) принц Филипп — муж Елизаветы II.

## Строительство
Построен на верфи фирмы «Торникрофт». Строительство начато 30 декабря 1941 года. Спущен на воду 24 марта 1943 года. Вступил в строй 30 августа 1943 года.

## Служба
После вступления в строй нёс службу в составе 2-й эскортной группы, действовавшей в Северной Атлантике. С 20 декабря 1943 года по 20 января 1944 года прошёл ремонт в Ливерпуле.
31 января 1944 года в Северной Атлантике совместно со шлюпами «Старлинг» и «Уайлд Гуз» перехватил и потопил глубинными бомбами немецкую подводную лодку U-592. 9 февраля того же года «Мэгпай» принял участие в потоплении другой субмарины — U-238.
С марта 1944 года задействован в эскортных операциях по сопровождению арктических конвоев. 27 марта вышел с конвоем JW-58. 29 марта потопил U-961. На обратном пути с конвоем RA-58 попал в шторм и получил повреждения. С 15 по 28 апреля 1944 года стоял на аварийном ремонте в Ливерпуле. После ремонта участвовал в обеспечении высадки в Нормандии — состоял в охранении судов, прокладывавших подводный кабель между Англией и Францией. Затём шлюп вошёл в состав 22-й эскортной группы, сопровождавшей конвои в прибрежных водах Британии.
С марта по май 1945 года «Мэгпай» находился в ремонте, затем перешёл на Средиземное море, пополнив 33-ю эскортную флотилию. В 1947 году, по прежнему находясь в составе Средиземноморского флота, переведён в состав 5-й эскортной флотилии, затем — во 2-ю эскортную флотилию (позднее реорганизована во 2-ю флотилию фрегатов). В 1950 году командиром шлюпа стал принц Филипп — муж королевы Елизаветы II.
В 1954 году вернулся в Англию, вошёл в состав 6-й эскадры фрегатов. С конца 1955 по конец 1959 года служил в составе Южно-Атлантической станции. После возвращения в метрополию выведен в резерв в Девонпорте, продан на слом 9 июля 1959 года.

## Вооружение
Состав вооружения на момент вступления в строй:
- три спаренных 102-мм орудия Mk. XIX (боекомплект 125 выстрелов на ствол)
- 20-мм «эрликоны» (точный состав МЗА надо уточнить в АИ)

Позднее сняты две спаренные и две одноствольные 20-мм пушки, установлены две двухствольные 40-мм артиллерийские установки. После войны сняты все 20-мм установки, вместо них установлены две одноствольных 40-мм.